# Stracza
Stracza (biał. Стра́ча, Strača) – rzeka na Białorusi w rejonach: postawskim, miadziolskim i ostrowieckim, prawy dopływ Wilii. Średnie nachylenie powierzchni wody 1‰. Oprócz naturalnych dopływów, przyjmuje także wodę z kanałów melioracyjnych.
Wypływa na zachód z jeziora Małe Szwakszty w rejonie postawskim, płynie po południowo-zachodnich stokach Wzgórz Święciańskich, wpada do Wilii 2 km na południowy wschód od wsi Michaliszki w rejonie ostrowieckim. Przepływa przez Park Krajobrazowy "Błękitne Jeziora". W jej dorzeczu znajduje się wiele jezior, z którymi połączona jest rzeczkami, strumieniami i ciekami wodnymi (Świr, Wiszniewskie, Wielkie Szwakszty i Małe Szwakszty, Bołduk, Hłubel, Hłubelek, Bierabje, Gubiza, Jodzi i inne).
Dolina na górnym odcinku niewyraźna, na końcowym – trapezopodobna. Obszar zalewowy po obu stronach, zabagniony, o szer. 50-150 m. Koryto silnie kręte, w górnym biegu kamieniste, występują progi; jego szerokość w środkowym biegu 8-12 m, w dolnym 15-20 m. Uregulowana na odcinku 6,1 km (3 km na południowy zachód od wsi Ołynewo do wsi Sielewicze).
Pomniki przyrody: na prawym brzegu – stanowisko geologiczne Komoryszki, na lewym – Park Olszewski (wieś Olszewo).
2 lutego 1944 roku nad Straczą doszło do bitwy między polskimi partyzantami 5 Wileńskiej Brygady AK a grupą 1600 partyzantów radzieckich. Oddziały AK ewakuowały się przez rzekę ze stratami 2 zabitych i 6 rannych.